# Mediacom
La Mediacom Communications Corporation è un'azienda  di telecomunicazioni statunitense che produce e distribuisce servizi di televisione via cavo, internet e piani tariffari telefonici.

## Storia
L'azienda, fondata da Rocco Commisso nel giugno del 1995, è nel 2019 la quinta azienda statunitense nel settore TV via cavo. Ha 4500 impiegati e circa 1 milione e mezzo di clienti in 23 stati contando i soli Stati Uniti. L'azienda offre prodotti digitali ed analogici, video on demand, televisori ad alta definizione, registratori digitali, accessi Internet ad alta velocità e servizi telefonici. La compagnia offre anche al suo cliente una quantità elevata di servizi video con l'HSD. Nel 2009 Mediacom ha avuto un fatturato di 1,196 miliardi di €. L'azienda è quotata al NASDAQ con il codice MCCC.
Negli Stati Uniti, Mediacom fornisce i suoi servizi in 23 stati, tra cui: Alabama, Arizona, California, Delaware, Florida, Georgia, Iowa, Illinois, Indiana, Kansas, Kentucky, Minnesota, Missouri, Mississippi, Nord Carolina, Nevada, New York, Sud Dakota e Wisconsin.
Mediacom è lo sponsor ufficiale della Fiorentina, squadra di calcio della Serie A italiana, di cui Rocco Commisso è presidente.